# Jezioro Gilead (Nowy Jork)
Jezioro Gilead – jezioro w stanie Nowy Jork, w hrabstwie Putnam, jedno z trzech kontrolowanych jezior nowojorskiej sieci wodociągowej, służy tym samym jako zbiornik retencyjny.
Powierzchnia jeziora wynosi 118 akrów (0,48 km2), maksymalna głębokość to 120 stóp (37 m); średnia to 43 stopy (13 m). Lustro wody położone jest 499 stóp (152 m) n.p.m.
W jeziorze występują: palia jeziorowa, salmo trutta, pstrąg tęczowy, szczupak czarny, bass wielkogębowy oraz okoń żółty.
Jezioro jest rezerwuarem wody dla Croton Falls Reservoir, dostarcza wodę do niego poprzez mały strumień.